# Ролиг, Марьют
Марьют Ролиг (урождённая Луккаринен) (фин. Marjut Rolig; 4 февраля 1966 года, Лохья) — финская лыжница, олимпийская чемпионка, призёрка чемпионатов мира, победительница этапа Кубка мира.

## Карьера
В Кубке мира Ролиг дебютировала в 1990 году, в феврале 1992 года одержала свою единственную в карьере победу на этапе Кубка мира. Кроме этого в личных гонках имеет на своём счету 4 попадания в тройку лучших на этапах Кубка мира. Лучшим достижением Ролиг в общем итоговом зачёте Кубка мира является 4-е место в сезоне 1991/92.
На Олимпийских играх 1992 года в Альбервиле, завоевала золото в гонке на 5 км классикой и серебро в гонке на 15 км классикой, кроме того заняла 4-е место в гонке преследования, 4-е место в эстафете и 10-е место в гонке на 30 км коньком.
На Олимпийских играх 1994 года в Лиллехаммере, заняла 21-е место в гонке преследования, 14-е место в гонке на 5 км классикой, 4-е место в эстафете и 8-е место в гонке на 30 км классикой.
За свою карьеру принимала участие в двух чемпионатах мира, на чемпионатах мира-1993 в Фалуне завоевала бронзу в гонке на 15 км классикой.